# Határátkelőhely

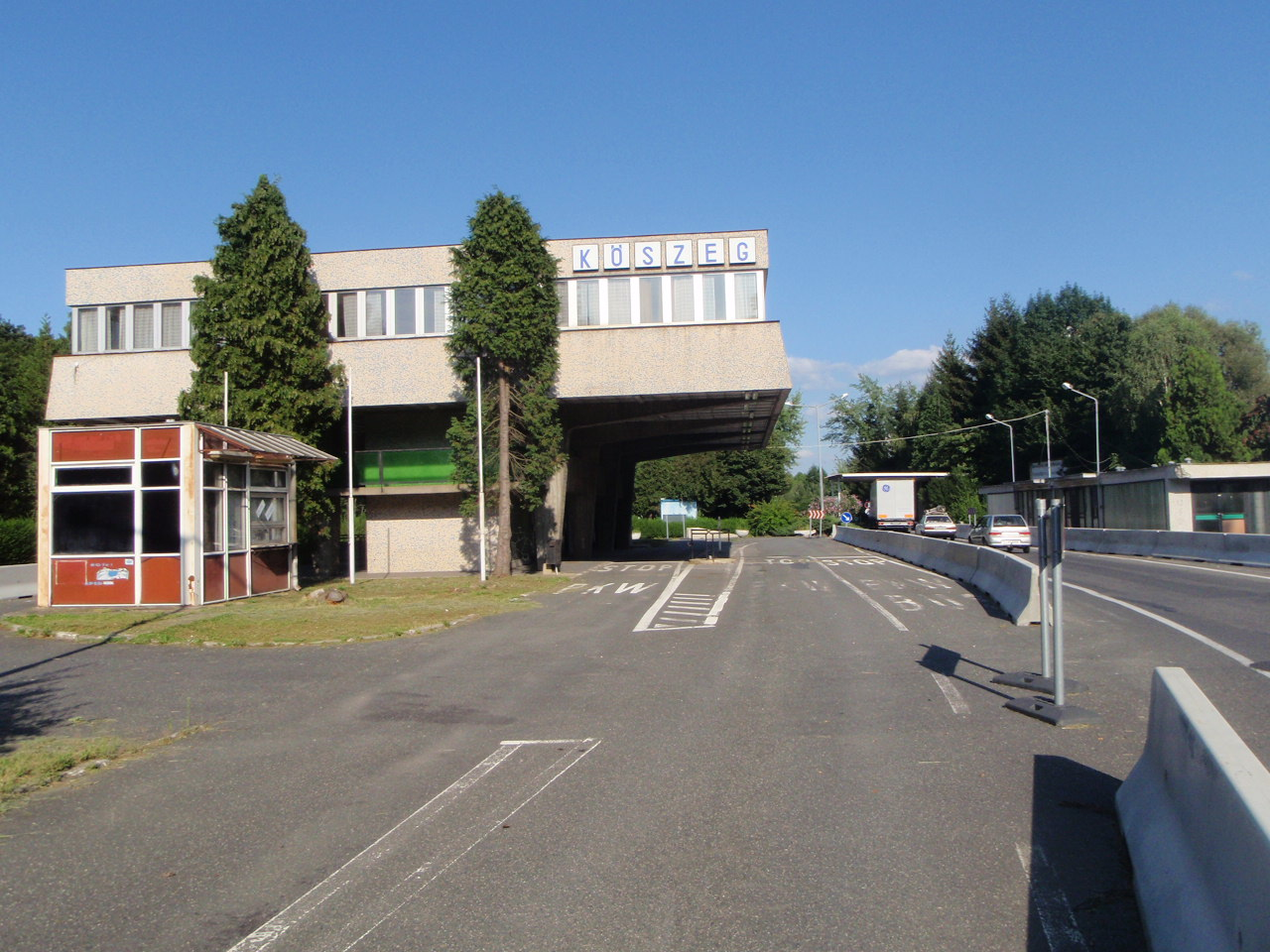
Kőszeg, a 2007-ben bezárt osztrák-magyar határátkelőhely

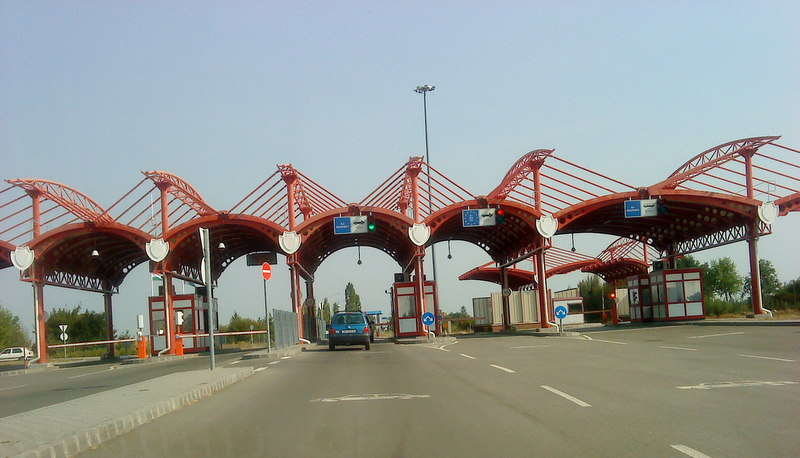
A beremendi közúti határátkelő

A határátkelőhely az államhatár olyan pontja, ahol a határt közúton, vasúton, hajóval vagy gyalogosan át lehet lépni. Az államhatárokon kívül határátkelőhelyek vannak még a nemzetközi repülőtereken.
A határátkelőhelyeken a határ átlépésekor rendszerint útlevél- és vízumellenőrzés, vámvizsgálat történik. Ezek célja, hogy megakadályozzák az illegális bevándorlást, a drogok, fegyverek, veszélyeztetett állat- és növényfajok, illetve más illegális és veszélyes anyagok csempészetét, továbbá hogy lehetővé tegyék az árukereskedelmet terhelő vám beszedését.
A schengeni egyezményhez csatlakozott országok közötti ún. „schengeni határok” átlépésekor sem útlevél- és vízumellenőrzést, sem pedig vámvizsgálatot nem végeznek.